# Pieter Danckerts de Rij

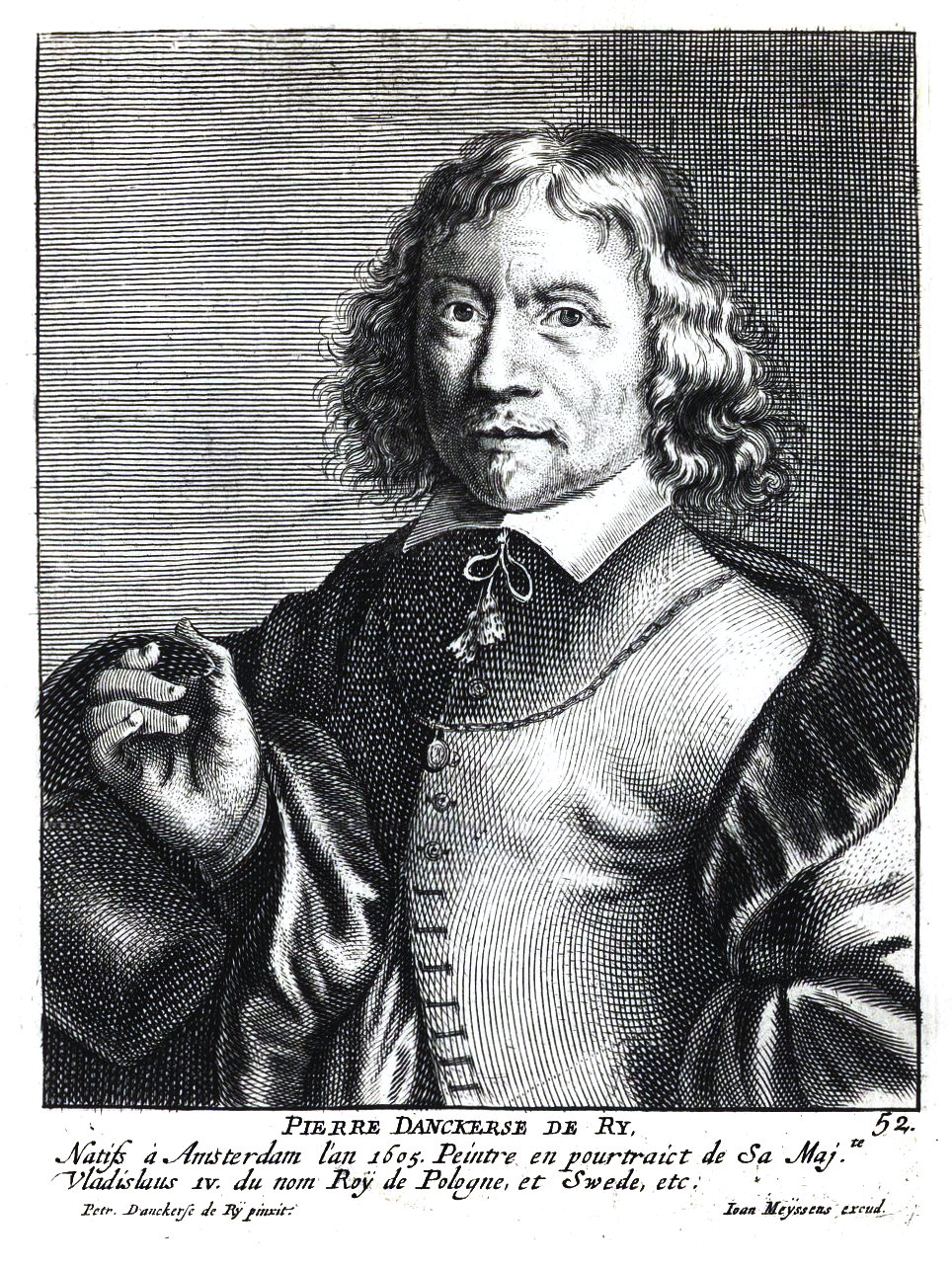
Ritratto di Pieter Danckerts de Rij in Het Gulden Cabinet di Cornelis de Bie.

Pieter Danckerts de Rij indicato anche come Peeter, Peter Danckerts de Ry, Dankers de Ry o Peteris Dankersas (Amsterdam, 1605 – Rūdninkai Forest, 9 agosto 1661) è stato un pittore olandese del secolo d'oro, attivo in Polonia.

## Biografia
Era figlio di Cornelis Danckerts de Rij, membro di una grande famiglia di pittori, incisori e stampatori.

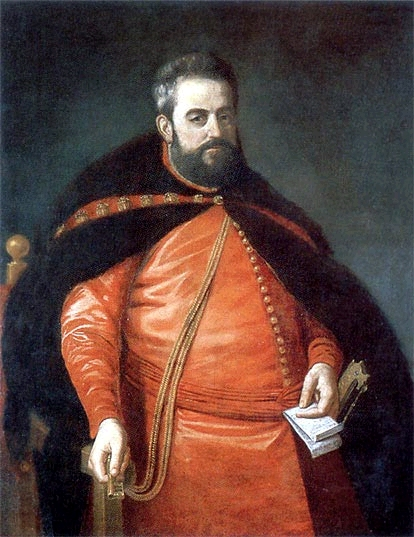
Adam Kazanowski - di Peeter Danckers de Rij.

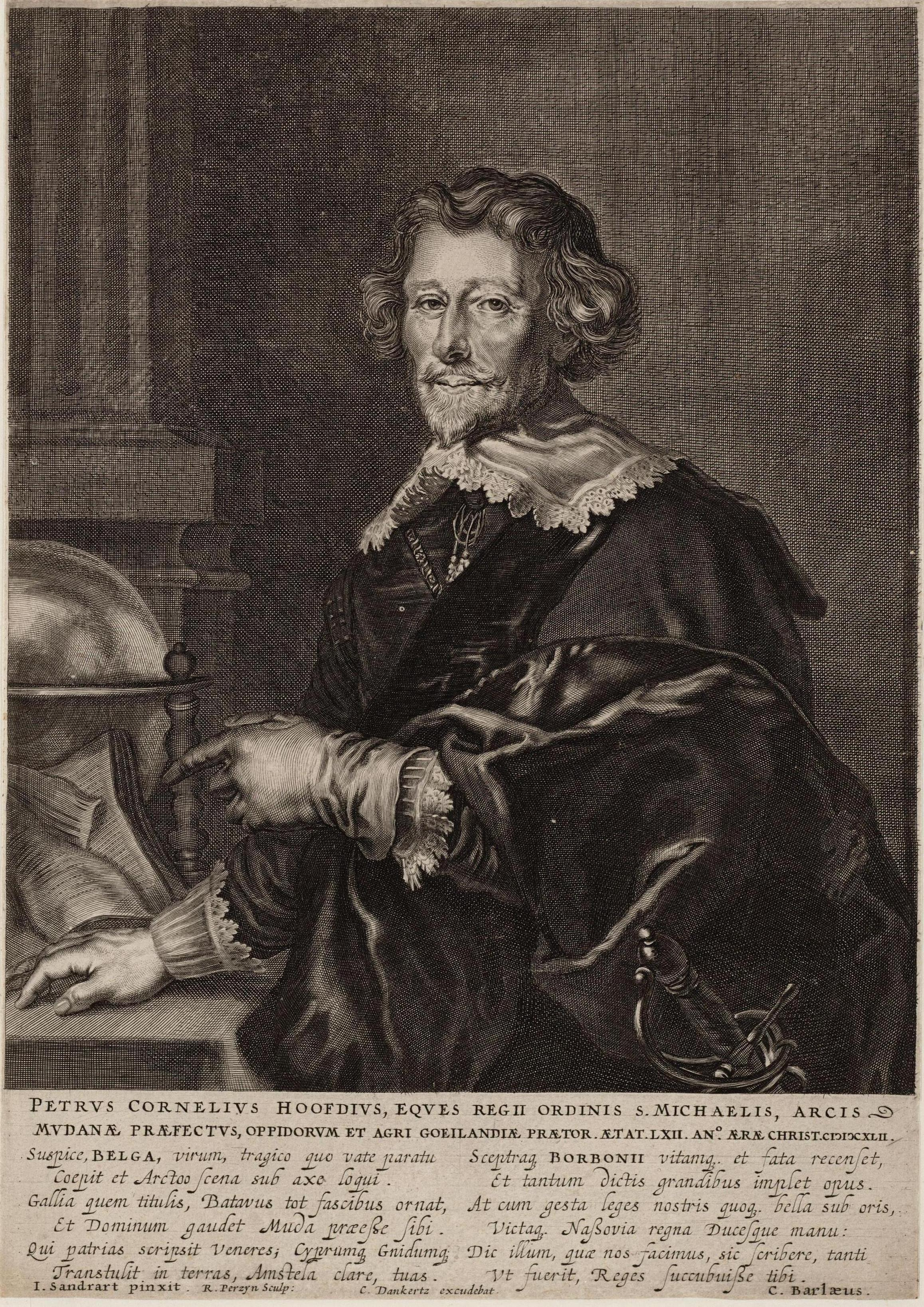
Esempio di collaborazione Dankerts-Sandrart nella stampa di PC Hooft. Questa incisione del 1642 venne dipinta da Sandrart, incisa da Reinier van Persijn e stampata da Danckerts. Il poema in latino sul retro venne scritto da Caspar Barlaeus.

Cornelis è menzionato nell'opera di Houbraken, Schouburg, come uno dei molti maestri di Joachim von Sandrart nel periodo 1640-1641, e pur considerando l'età e l'esperienza di Sandrart (era appena tornato al Nord dal suo Grand Tour in Italia), si trattava di qualcosa di più di una collaborazione. Dato che Filippo Baldinucci scrisse poi una breve biografia di Pieter Danckerse de Ry nella sua raccolta di artisti chiamata Notizie, è possibile che Danckerts avesse visitato l'Italia. In ogni caso Sandrart incise alcune pitture di Peter dopo quel periodo. Peter fu attivo fino al 1640 ad Amsterdam, e poi si spostò a Varsavia, Danzica e Vilnius nella Confederazione polacco-lituana. Fu attivo in Polonia come pittore di corte e architetto del re polacco Władysław IV Vasa. Secondo Houbraken venne scritto un poema in suo onore che plaudiva il suo lavoro in Polonia.
Morì a seguito di una rapina su una strada della foresta di Rūdininkai vicino a Vilnius, in Lituania.

## Ritratti dei genitori

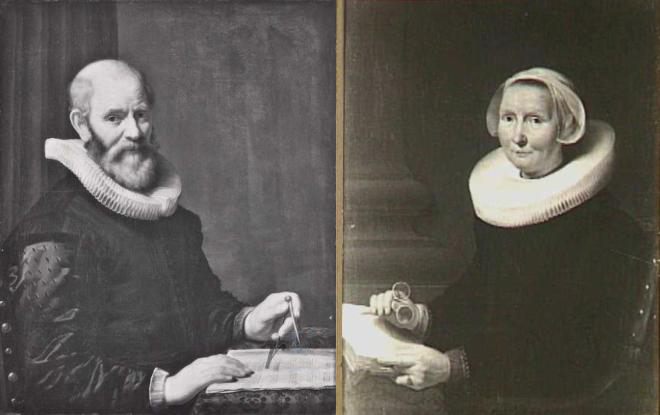
Ritratto dei suoi genitori.

Nel 1634 Peter dipinse i ritratti dei suoi genitori, suo padre Cornelis e sua madre. Il ritratto di sua madre è esposto nella Galleria d'arte di Johannesburg e quello di suo padre nel Museo reale delle belle arti del Belgio.